# Aulocalyx serialis
Aulocalyx serialis är en svampdjursart som beskrevs av Arthur Dendy 1916. Aulocalyx serialis ingår i släktet Aulocalyx och familjen Aulocalycidae.
Artens utbredningsområde är Indiska oceanen. Inga underarter finns listade i Catalogue of Life.